# Lanificio Figli di Michelangelo Calamai

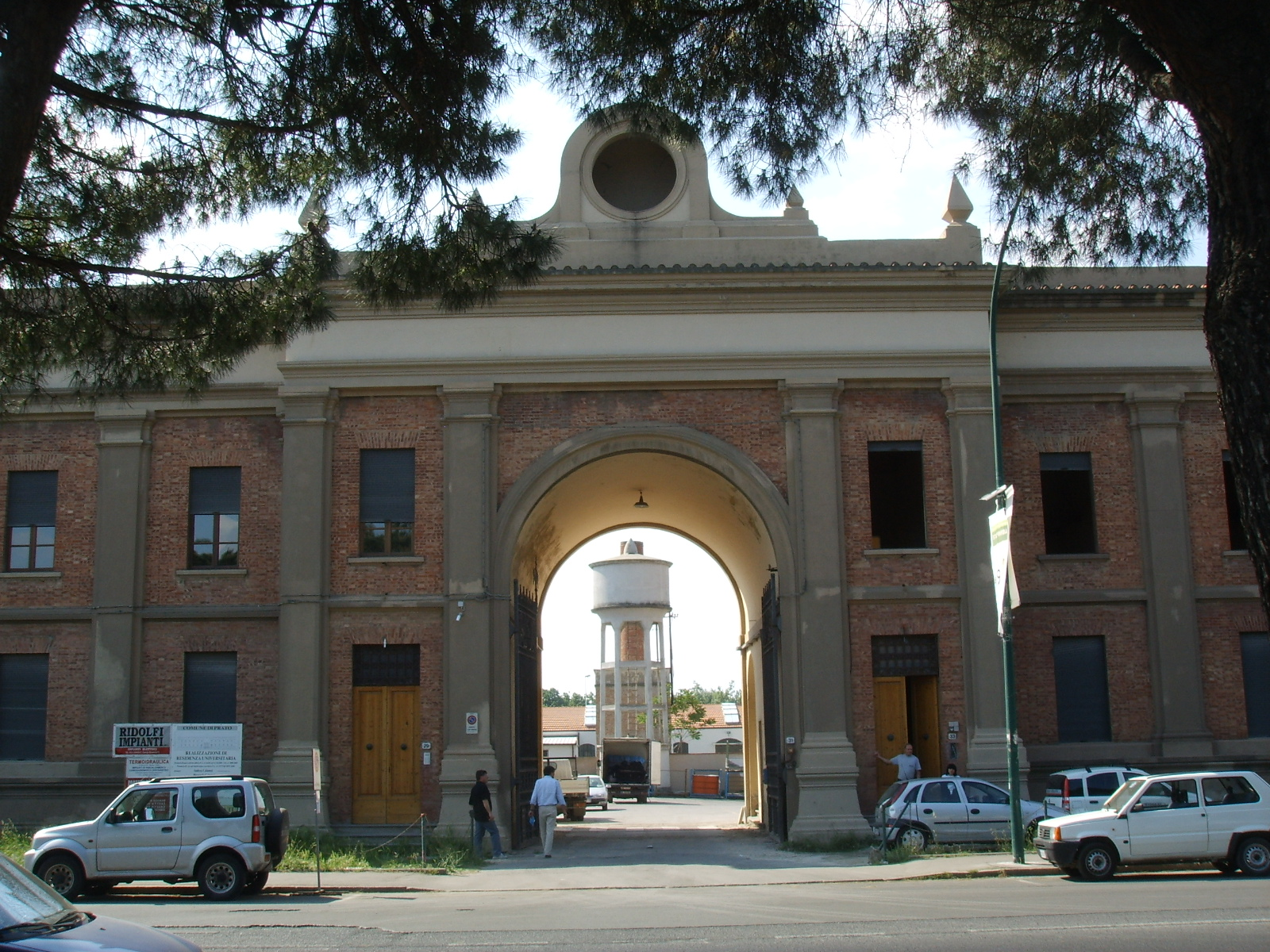
Lanificio Figli di Michelangelo Calamai

Il Lanificio "Figli di Michelangelo Calamai" si trova sul viale Galilei 29-33 a Prato.

## Storia

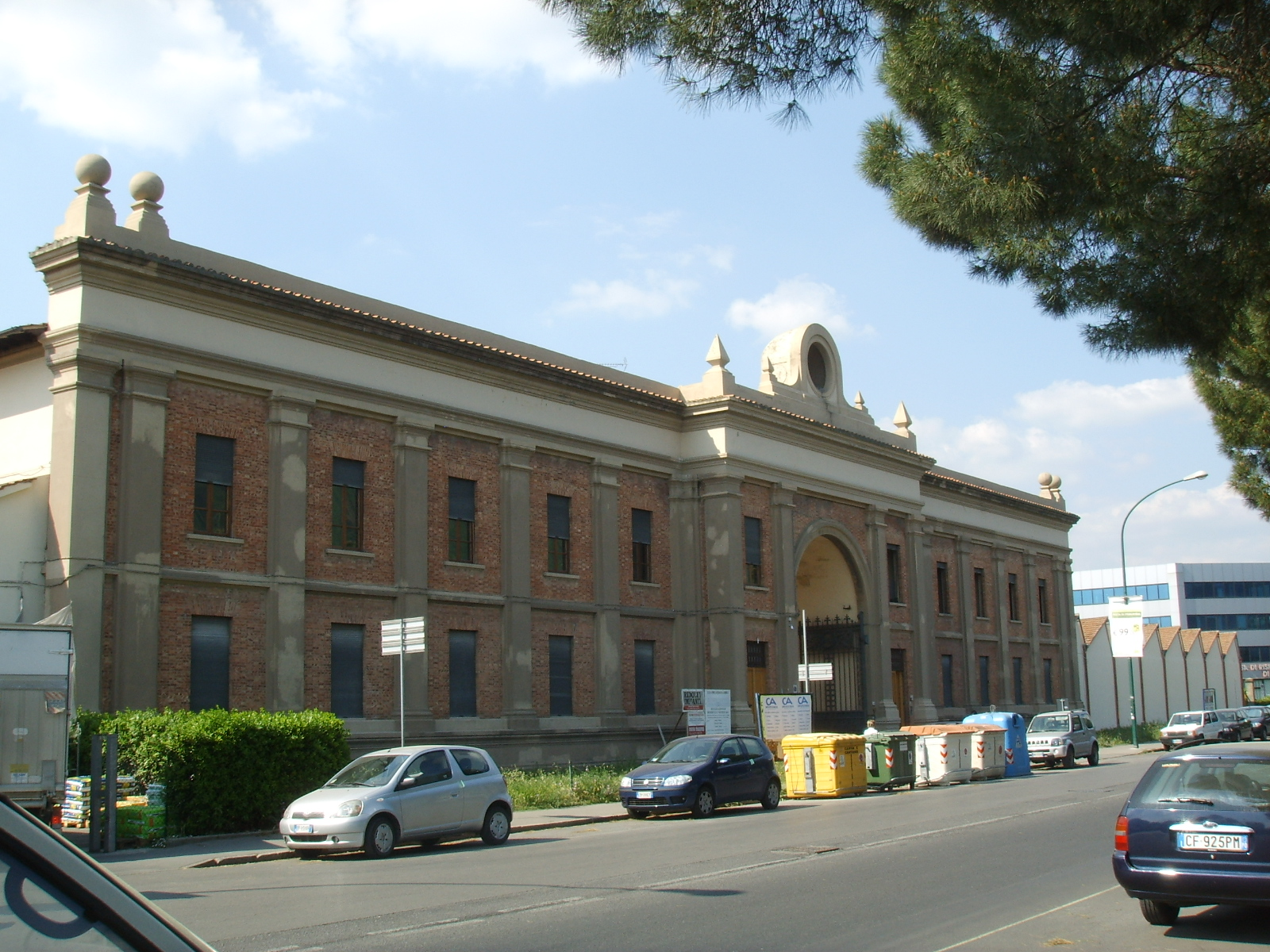
Lanificio Figli di Michelangelo Calamai

Il quartiere fuori Porta al Serraglio si formò intorno al 1880, prefigurando lo sviluppo lungo la via Bolognese e il fiume, rafforzato dalla costruzione di importanti insediamenti industriali - il Fabbricone, il Lanificio Mazzini e le due sedi della fabbrica Calamai - che funzionarono da elementi generatori del futuro tessuto urbano.
La fabbrica viene edificata a partire dal 1924 e figurava nelle tavole dell'IGM nell'aggiornamento del 1934. Il progetto fu curato dagli ingegneri Poggi e Gaudenzi, come si apprende da più targhe affisse sui muri dei capannoni sulle quali si legge: "Ing.ri Poggi Gaudenzi & C. Società per Costruzioni cementizie, Firenze via de' Martelli 7".
La fabbrica, sebbene frazionata, è tuttora in funzione nella zona posteriore (dove si trova un laboratorio di rifinitura di tessuti) mentre la parte anteriore, con l'ingresso monumentale, è adibita a magazzino. Altre minori porzioni di edificio, con accesso dal viale Galilei, sono oggi usate come negozio e show room di automobili.

## Architettura
Il complesso fa parte del consistente patrimonio di architettura industriale che caratterizza l'immagine urbana pratese, al cui interno si contraddistingue come raro, se non unico, esempio di caratterizzazione rappresentativa e "monumentale" - seppure limitata alla facciata - di un edificio utilitaristico, aspetti per i quali esso viene citato in vari testi sull'architettura industriale della città di Prato. Questa sua caratteristica viene riconosciuta anche dal vigente strumento urbanistico che differenzia le previsioni d'intervento sul complesso salvaguardandone la facciata, inserita tra le presenze architettoniche sul territorio dotate di valore ambientale o che presentano particolari tipologie meritevoli di conservazione.

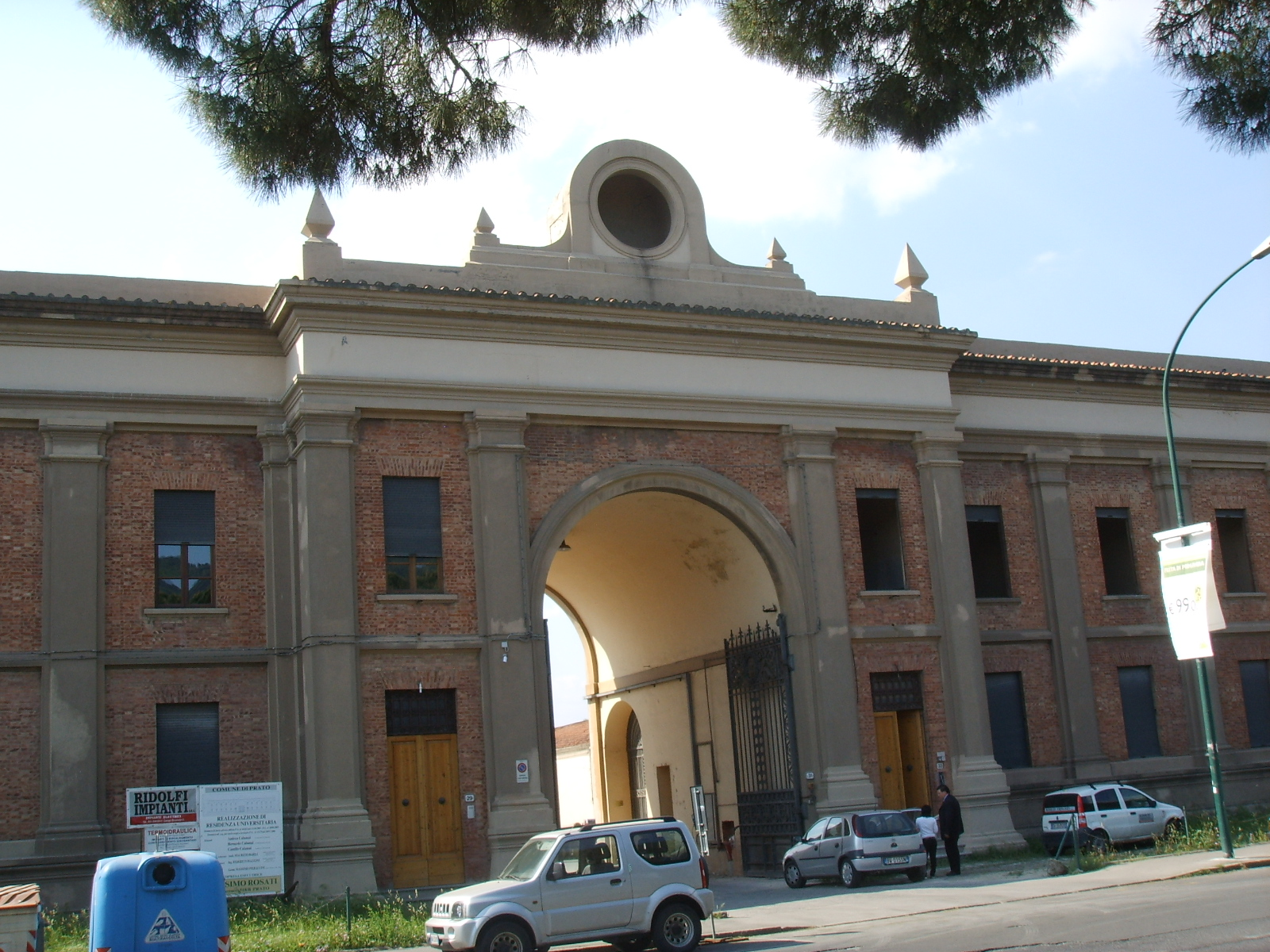
Prospetto centrale

L'edificio si colloca in una posizione nodale all'interno di una zona a prevalente funzione artigianale e industriale dal punto di vista sia infrastrutturale - per la vicinanza della stazione ferroviaria e della vecchia strada Bolognese - sia ambientale, data la vista sul fiume da un lato, e lo sfondo delle colline, dall'altro, che ne caratterizzano l'intorno visuale.
Il complesso occupa una superficie di circa 16.000 m2, distribuita su un lotto pressappoco quadrato. I volumi sono organizzati in due settori compatti che delimitano un cortile centrale, lungo il cui asse mediano sono localizzati gli elementi tipologico-funzionali particolari.
Nella facciata principale, sul viale Galilei, si trovano gli uffici, e dove originariamente erano anche alcune abitazioni. Il fronte a due piani è inquadrato da un ordine gigante semplificato, completo di basamento e trabeazione con un risalto centrale aperto da un grande arco d'ingresso a tutt'altezza - chiuso da una cancellata riccamente disegnata - sormontato da un orologio a torrino. Oltre il passaggio voltato, lungo la visuale frontale in rapida successione si trovano una cisterna, una cabina elettrica e una ciminiera, posta oltre l'altro ingresso, sul lato opposto a quello principale.
Il tessuto dei padiglioni, coperti a shed, si dispone lungo due assi secondari ortogonali al principale. I blocchi omogenei e "iterativi" dei capannoni scandiscono serialmente lo spazio in volumi regolari e simmetrici.
Le maggiori modifiche consistono nella saturazione di una delle due spine di penetrazione secondaria, nell'abbassamento della ciminiera, e nella separazione tramite un muro tra le due zone, oggi appartenenti a differenti proprietari.